# 弗里德兰 (勃兰登堡州)
弗里德兰（德語：Friedland，發音：[ˈfʁiːtˌlant] ⓘ）是德国勃兰登堡州奥得-施普雷县的城市，面积174.23平方千米，2023年12月31日人口为2,985人。